# Caridina chauhani
Caridina chauhani is een garnalensoort uit de familie van de Atyidae. De wetenschappelijke naam van de soort is voor het eerst geldig gepubliceerd in 1949 door Chopra & Tiwari.